# Jessamyn West
Pour les articles homonymes, voir West.
Jessamyn West ou Mary Jessamyn West (18 juillet 1902, Vernon, Indiana - 23 février 1984), est une écrivaine américaine de nouvelles et de romans, notamment célèbre pour l'ouvrage The Friendly Persuasion édité en 1945.

## Biographie
Issue d'une famille de quaker de l'Indiana, Mary Jessamyn West est la fille de Eldo Roy West et de Grace Anna Milhous.  Elle est également la cousine au deuxième degré de Richard Nixon, ancien président des États-Unis, par le père de sa mère. La famille quitte l'Indianna pour s'installer en Californie, elle est alors âgée de six ans. La famille comprend deux frères et une sœur, Merle, Myron et Carmen. Ayant grandi dans la même région rurale de Yorba Linda que la famille Nixon, elle assiste à une classe du dimanche enseignée par Frank Nixon, père de Richard Nixon, qu'elle décrit comme "un enseignant ardent et persuasif".   
En 1919, Mary Jessamyn West obtient son diplôme de la Fullerton Joint Union High School District, puis du Whittier College en 1923. En 1921, elle participe à la fondation de la Palmer Society, première société féminine fondée au Whittier College. En 1946, elle reçoit un doctorat honorifique en lettres (Litt.D) du Whittier College. 

## Carrière littéraire
En 1939, Jessamyn West publie une première nouvelle intitulée 99.6 sur ses expériences au sanatorium, où elle a été soignée de la tuberculose. Elle rencontre alors un premier succès public à la suite de la publication de ses nouvelles dans différentes revues littéraires. En 1945, l'écrivaine publie son premier et célèbre roman The Friendly Persuasion. Le livre se compose de quatorze scènes sur une famille d'agriculteurs Quaker, les Birdwell, vivant près de la ville de Vernon dans le sud de l'Indiana. Ses histoires, bien que façonnées par son imagination, sont basées sur des histoires racontées par sa mère et sa grand-mère sur leur vie dans l'Indiana rural, et sur celle de Joshua et Elizabeth Milhous, les arrière-grands-parents que Jessamyn West partage avec le président Richard Nixon. Le récit s’appuie en partie sur les souvenirs de la romancière elle-même, qui a grandi dans l'Indiana, avant de mener sa vie d'adulte en Californie. 
The Friendly Persuasion est adapté au cinéma par William Wyler en 1956 ; le film est connu en France sous le titre La Loi du Seigneur,,.

## Distinctions
En 1975, Jessamyn West est la première lauréate du prix Janet Heidinger Kafka pour l'ouvrage The Massacre at Fall Creek.

## Publications
- The Friendly Persuasion, Harcourt, 1945[13]
- A Mirror for the Sky, Harcourt, Brace & Company, 155p, 1948
- The Witch Diggers, Houghton Mifflin Harcourt, 1951,  (ISBN 0151976376)
- Cress Delahanty, Harcourt, Brace, 311p, 1953
- Love, Death, and the Ladies' Drill Team, Harcourt, Brace And Company, 248p, 1955
- To See the Dream, Harcourt, Brace & Company, 1957
- Love Is Not What You Think, Harcourt, Brace, 1959,  (ISBN 015154719X)
- South of the Angels, Harcourt, Brace & Company, 564p, 1960,  (ISBN 1135337160)
- The Quaker Reader, Viking, 1962,  (ISBN 9780670583867)
- A Matter of Time, Harcourt, Brace & World, 1966
- Leafy Rivers, Harcourt, 310p, 1967,  (ISBN 9780151494538)
- Crimson Ramblers of the World, Farewell, Harcourt Brace Jovanovich, 247p, 1970,  (ISBN 0151230862)
- Hide and Seek, Macmillan, 312p, 1973,  (ISBN 0333151925)
- The Secret Look, Harcourt Brace Jovanovich, 1974,  (ISBN 0151799857)
- The Massacre at Fall Creek, Harcourt, 373p, 1975,  (ISBN 0151578206)[14]
- The Life I really Lived, Penguin Books, 1981,  (ISBN 0140057021)
- The Woman Said Yes, Harvest Books, 192p, 1976,  (ISBN 0156982900)
- Double Discovery: A Journey, Harcourt Brace Jovanovich, 273p, 1980  (ISBN 0151264023)
- The State of Stony Lonesome, Harcourt, 1985,  (ISBN 015184903X)
- Collected Stories of Jessamyn West, Houghton Mifflin, 492p,  (ISBN 0156189798)